# 니콘 D3200
니콘 D3200(Nikon D3200)은 2012년 4월 19일에 출시된 니콘의 입문자용 디지털 SLR로, 니콘 D3100의 후속 제품이다. 입문자용 보급기지만 상위 기종인 D5200과 D7100에 쓰이는 것과 같은 2,420만 화소 니콘 DX 포맷 센서를 탑재하고 있다. 입문자용 보급기이기 때문에, 기본적인 사진 가이드 모드를 지원한다.
DxOMark의 카메라 벤치마킹에 의하면 D3200은 엔트리급 기종임에도 불구하고 오버롤 스코어가 풀프레임 DSLR인 캐논 5D Mark II보다 높게 나왔다. 이는 4년의 시간차를 두고 출시되었음을 감안해야하나 입문기임에도 성능이 떨어지지 않는다는 것을 보여주었다.

## 성능
- ISO 100-6,400(확장 감도 12,800)을 지원하는 2,420만(총 화소수 2,470만)화소니콘 DX 포맷 CMOS 센서
- 1080p Full HD 동영상 촬영
- Nikon Expeed 3 이미지/비디오 프로세서
- Active D-Lighting
- 자동 색수차 보정 기능
- 바이브레이터를 통한 이미지 센서 클리닝 기능
- SD, SDHC 및 SDXC를 UHS-I 스피드로 지원
- Nikon GP-1 탑재시 GPS 인터페이스 사용 가능

## 다이나믹 레인지
니콘 D3200의 다이나믹 레인지(Expreed 3, 14비트)범위는 단순 비교로 니콘 D3s(Expeed 2, 14비트)나, ISO 100-200에 한해서 캐논 EOS 5D Mark III(DIGIC 5+, 14비트)보다 높은 수치를 보여준다. 다만 D3200은 자동 노출 브라케팅을 지원하지는 않으므로, 앞전에 서술된 것과 같은 결과물을 얻어내기 위해서는 하이 다이나믹 레인지로 촬영해야 한다. 만약 RAW파일로 촬영한 뒤 HDR처리를 거친다면 흐림 효과, 이미지 고스트 및 기타 문제 등으로 화질 면에서 손해를 입게 될 것이다.

## 갤러리

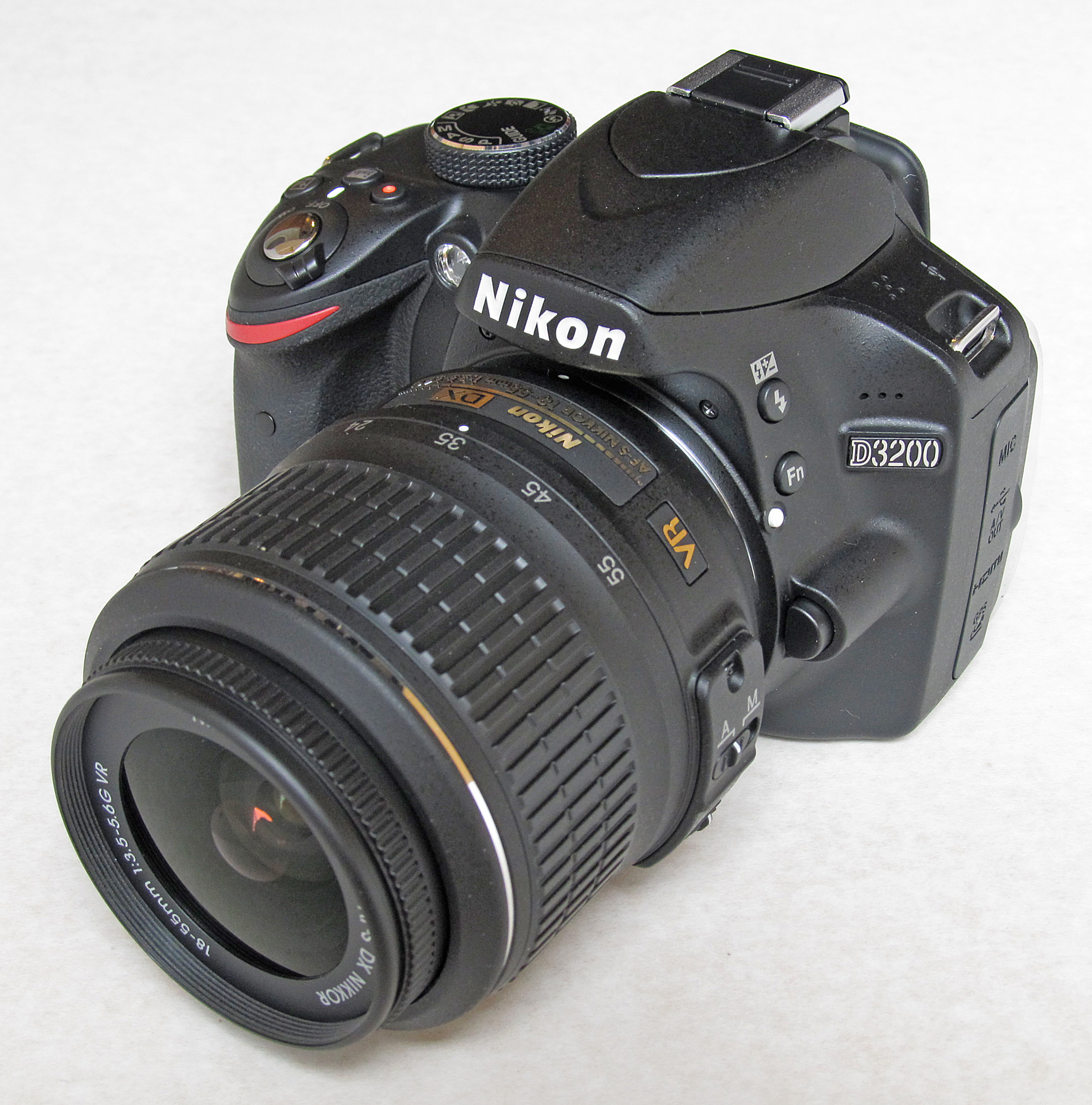
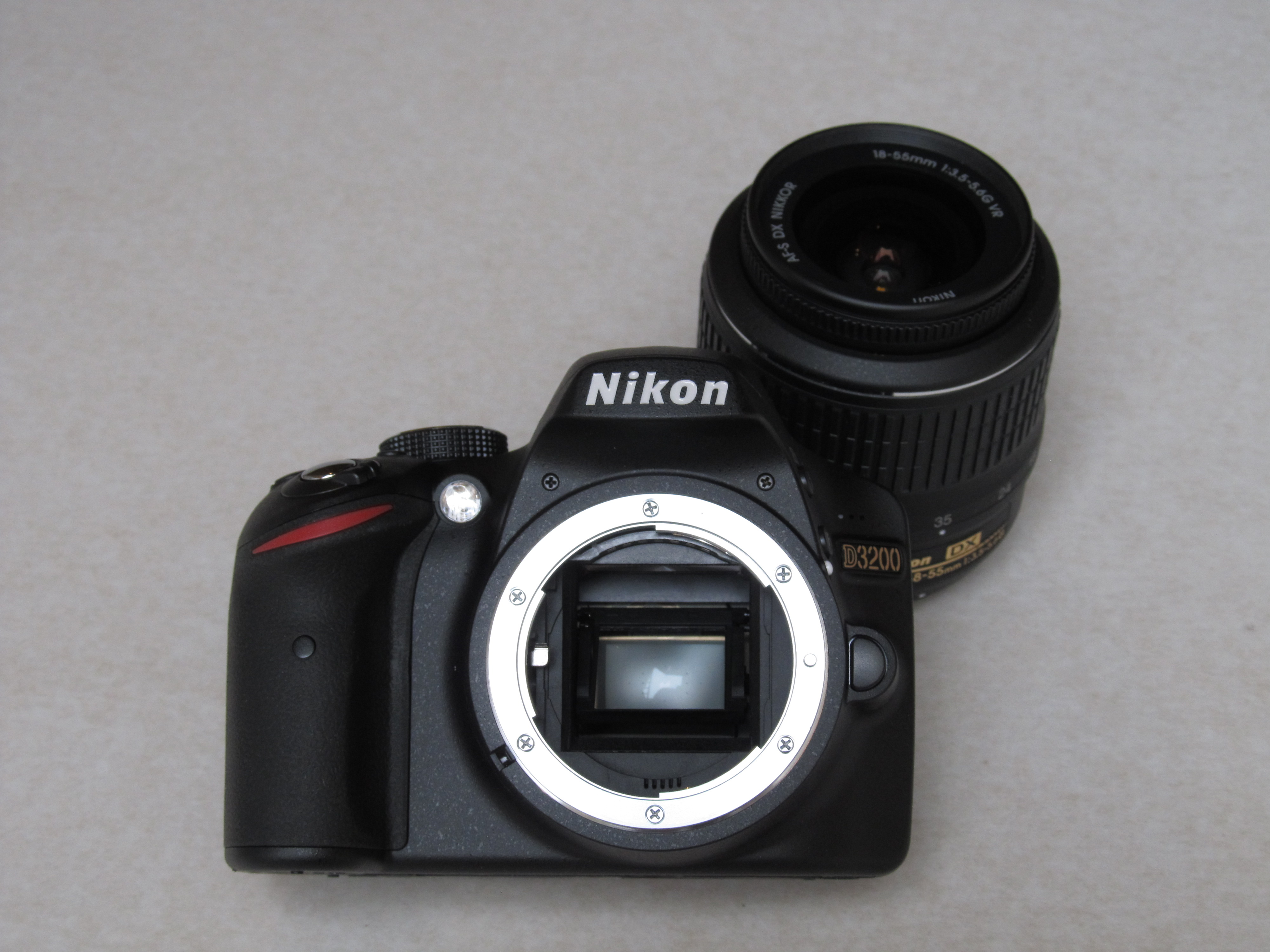
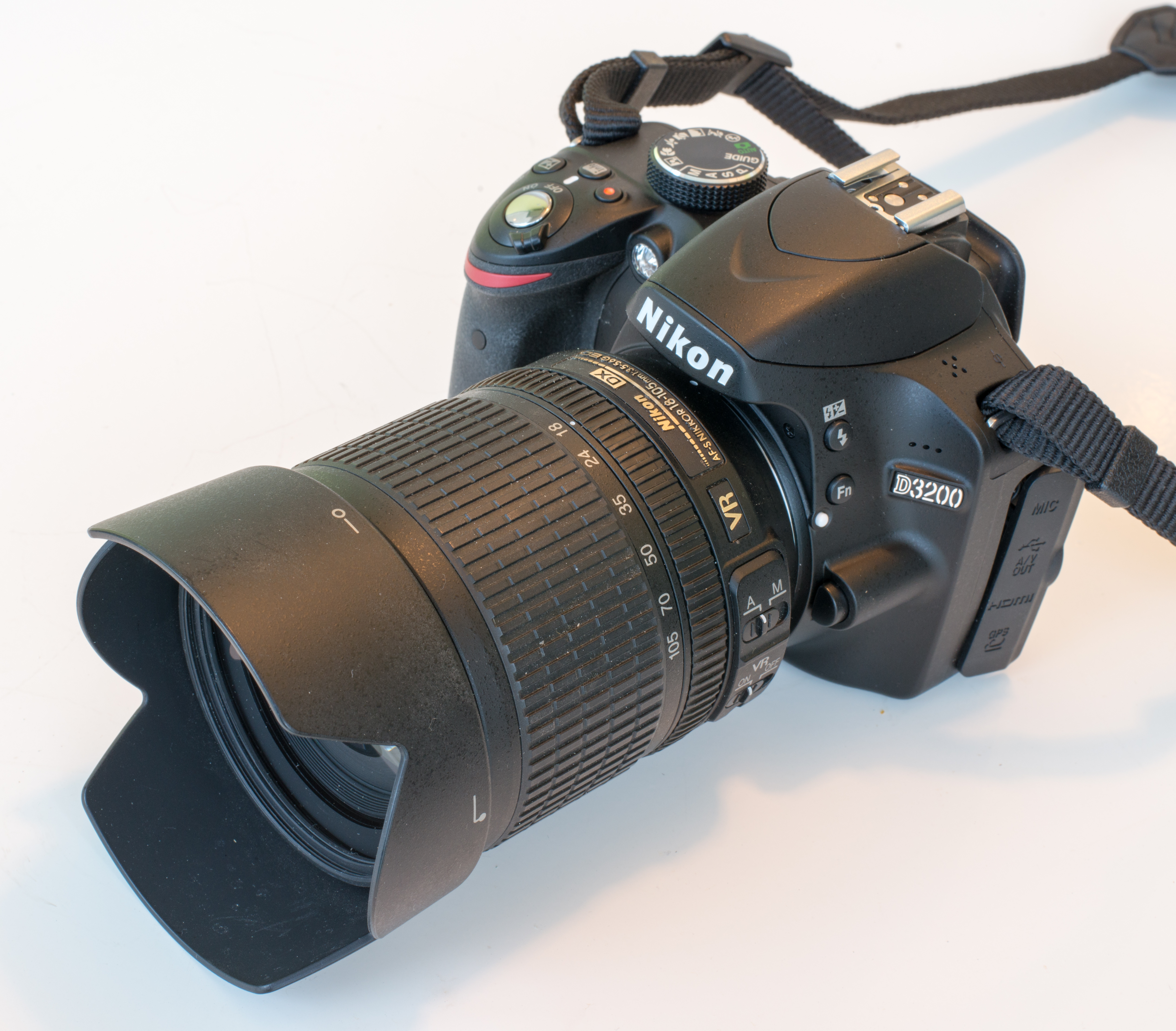
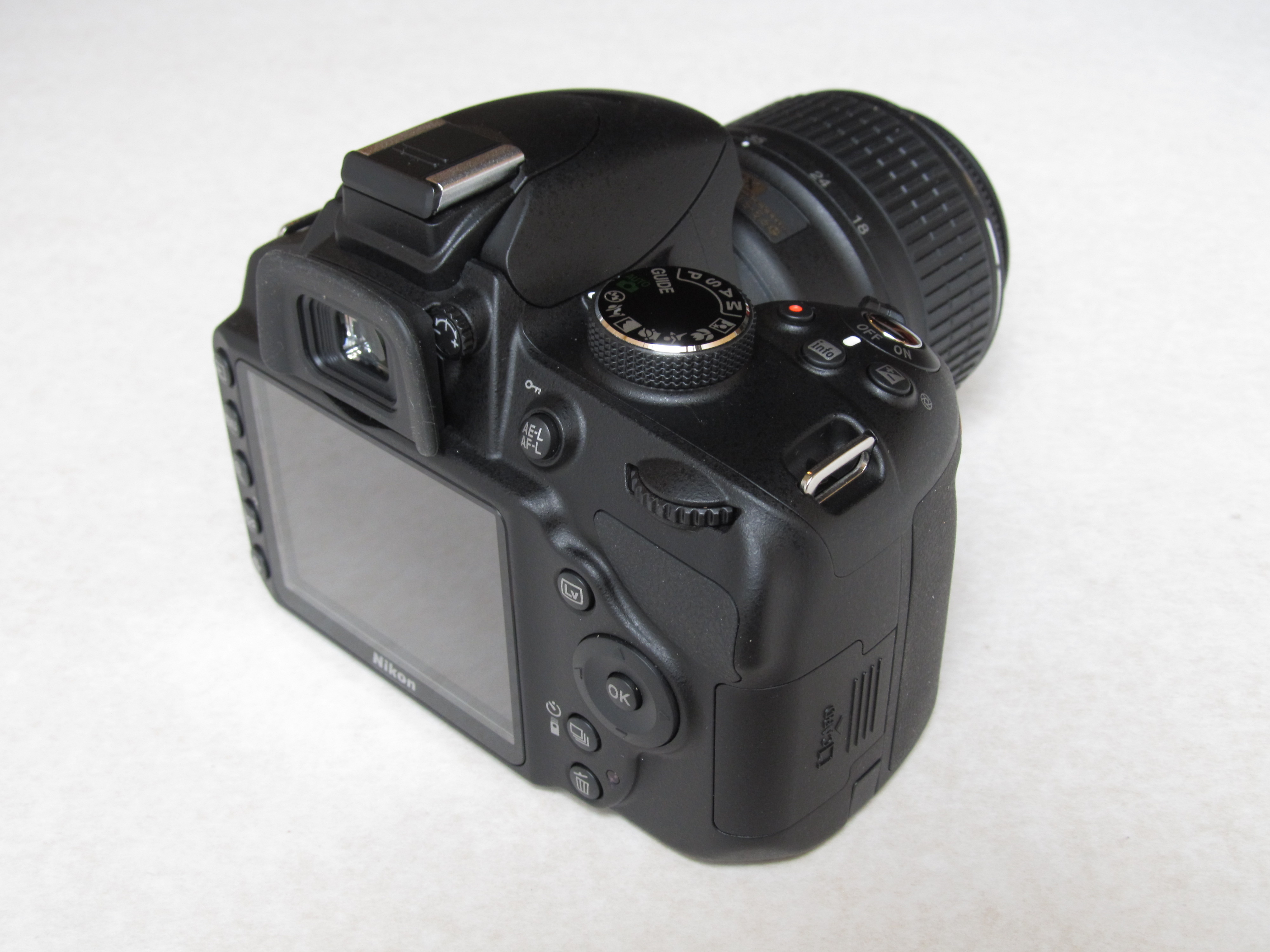
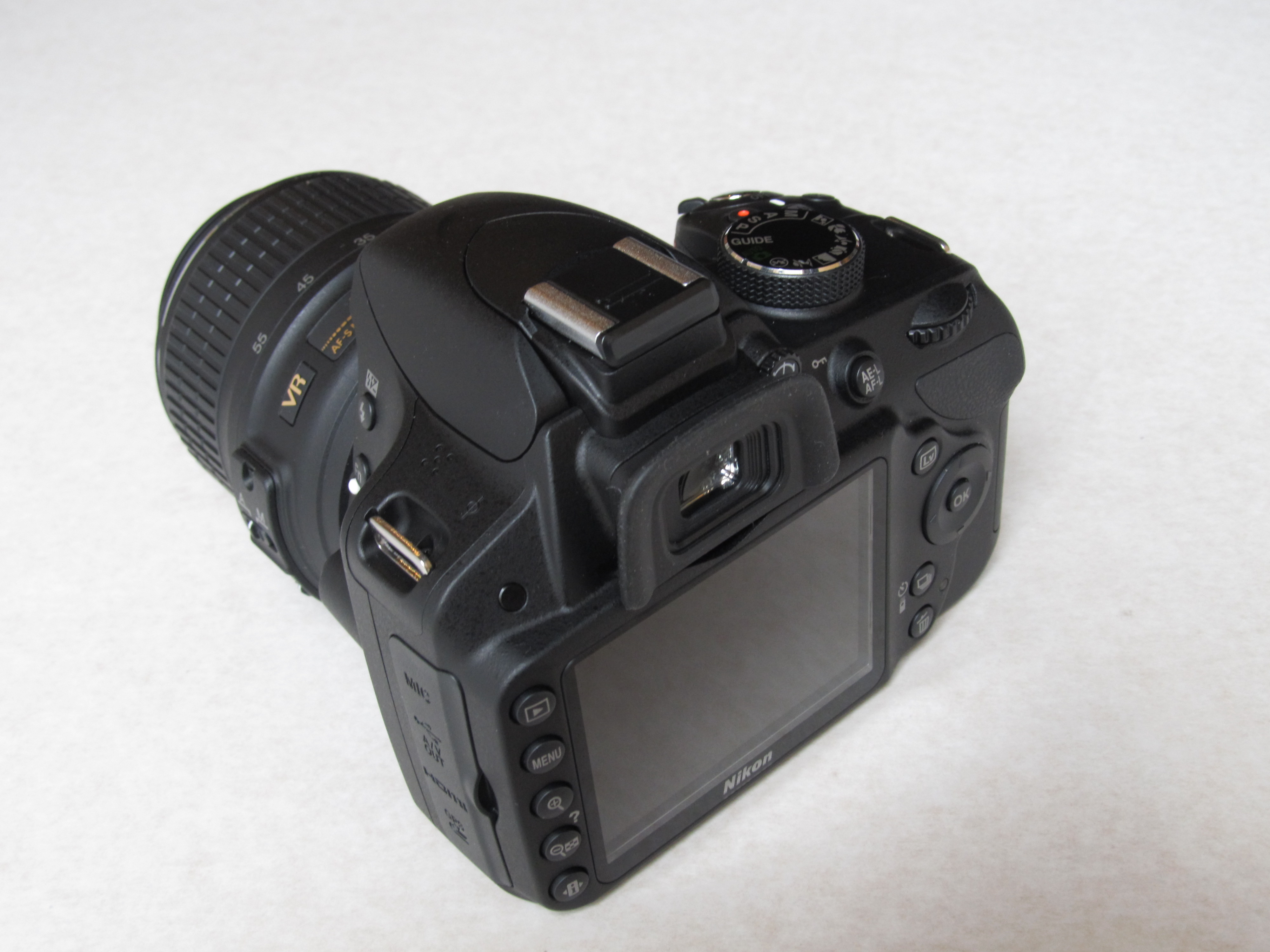